# M-I SWACO
M-I SWACO (рус. Эм-Ай Свако) — одна из крупнейших нефтесервисных компаний США. Штаб-квартира находится в Хьюстоне.
Основана В 1939 году. Численность персонала 13 000 человек. В августе 2010 года M-I SWACO стала частью компании Schlumberger через слияние последней со Smith International.

## Деятельность
Компания является одним из поставщиков на рынке буровых растворов, оборудования для очистки бурового раствора и утилизации буровых отходов. Деятельность компании охватывает 3 направления.
Подразделение M-I — буровые растворы, растворы для вскрытия продуктивных пластов, жидкости заканчивания.
Подразделение SWACO — оборудование для очистки буровых растворов (вибросита, гидроциклоны, центрифуги), системы контроля давления в скважине (дроссельные задвижки и пульты управления, газосепараторы, дегазаторы, системы TOGA для сбора и изоляции сероводорода). Системы утилизации шлама и буровых отходов для предотвращения загрязнения окружающей среды, особенно в условиях морского бурения — закачка шлама в пласт, осушения бурового шлама, система теплового разделения фаз для восстановления синтетической или минеральной основы буровых растворов, система сбора и изоляции шлама для морского бурения.
Подразделение M-I Production Chemicals — предлагает решения для нефтедобычи. Ингибиторы коррозии, поглотители кислорода и сероводорода, бактерициды, деэмульгаторы, пеногасители, ингибиторы парафиноотложений, противотурбулентные присадки, ингибиторы гидратообразований.